# فانس تومسون
فانس تومسون (بالإنجليزية: Vance Thompson) (17 أبريل 1863 - 5 يونيو 1925)؛ شاعر، صحفي وروائي أمريكي.